# Mémorial du génocide de Nyarubuye
Le mémorial du génocide de Nyarubuye commémore le massacre de masse des Tutsi qui s’est déroulé en avril 1994 à Nyarubuye, dans la Province de l’Est du Rwanda, près de la frontière tanzanienne, lors du Génocide de 1994 perpétré contre les Tutsi au Rwanda.

## Emplacement

### Localisation
Le mémorial du génocide de Nyarubuye se trouve à Nyarubuye, dans le district de Kirehe, dans la province de l’Est, à l’extrême est du Rwanda, non loin de la frontière avec la Tanzanie,.

### Contexte

Communes du Rwanda en 1994

| \| 150 km1:3 445 000 \| Kibuye Gisenyi Bisesero Ntarama Kigali Nyamata Murambi Rusiga |
| 150 km1:3 445 000                                                                     |

| Mémoriaux du génocide des Tutsis au Rwanda |
| (2018) Année d'inauguration                |

## Histoire
Le mémorial du génocide de Nyarubuye a été construit sur le site même de l’église catholique où, le 15 avril 1994, plusieurs milliers de Tutsi furent massacrés après s’y être réfugiés, espérant trouver la sécurité. Le massacre de Nyarubuye (en) fut l’un des plus importants du génocide de 1994 au Rwanda. Le site abrite les restes de plus de 51 000 victimes,.

## Particularités
Le mémorial de Nyarubuye est connu pour la préservation de l’église endommagée lors du massacre, et pour l’exposition de vêtements, d’ossements et d’objets personnels des victimes afin de témoigner de l’ampleur de la tragédie,. Le site accueille régulièrement des visiteurs, des cérémonies de commémoration et des délégations nationales ou internationales rendant hommage aux victimes,,.